# جبل ضبابي

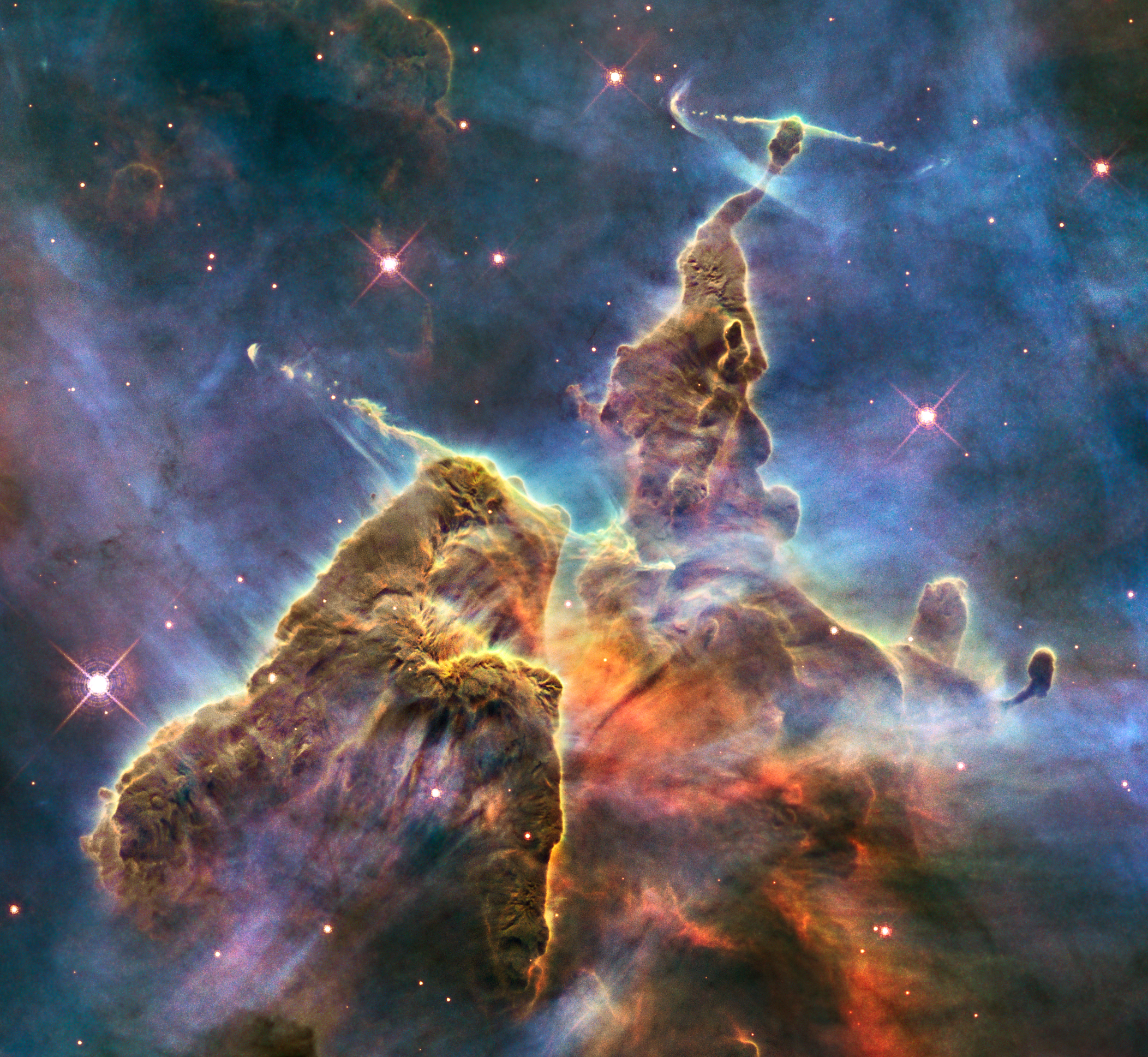
الجبل الضبابي

الجبل الضبابي (بالإنجليزية: Mystic Mountain) هو مصطلح لمنطقة في سديم القاعدة صورت بواسطة تلسكوب هابل الفضائي، تم التقاط الصورة بواسطة الكاميرا واسعة المجال 3 الجديدة آنذاك، على الرغم من أن المنطقة شوهدت بواسطة أداة الجيل السابق، فقد تم الاحتفال بالمشاهدة الجديدة بالذكرى الـ 20 لوجود التلسكوب في الفضاء في 2010، الجبل الضبابي يحتوي على عدة أجرام هيربج هارو حيث تطلق النجوم الناشئة تدفقات من الغاز التي تتفاعل مع سحب الغاز والغبار المحيطة.
المنطقة تبعد حوالي 7,500 سنة ضوئية (2,300 فرسخ فلكي) عن الأرض، قياس العمود يقدر بحوالي ثلاث سنوات ضوئية (190,000 وحدة فلكية) في الارتفاع.
جاء اسم الجبل الضبابي من سلسلة سيد الخواتم.

## وصلات خارجية
- "Starry-Eyed Hubble Celebrates 20 Years of Awe and Discovery" by Hubblesite.org (20th Anniversary collection)
- "Star-forming regions in the Carina Nebula" by Hubblesite.org (17th Anniversary collection)